# Serie A2 1987-1988 (pallacanestro femminile)
Il campionato di Serie A2 di pallacanestro femminile 1987-1988 è stato l'ottavo organizzato in Italia.

## Girone di qualificazione A
|  |     | Classifica Serie A2 - Girone A | Pt | G  | V  | P  | PtF  | PtS  |
|  | --- | ------------------------------ | -- | -- | -- | -- | ---- | ---- |
|  | 1.  | OECE Cavezzo                   | 44 | 26 | 22 | 4  | 1887 | 1630 |
|  | 2.  | Omsa Faenza                    | 42 | 26 | 21 | 5  | 1894 | 1486 |
|  | 3.  | Opel Bolzano                   | 36 | 26 | 18 | 8  | 1813 | 1687 |
|  | 4.  | Niccoli Pistoia                | 36 | 26 | 18 | 8  | 1806 | 1664 |
|  | 5.  | Lanerossi Schio                | 30 | 26 | 15 | 11 | 1827 | 1713 |
|  | 6.  | Pordenone                      | 28 | 26 | 14 | 12 | 1722 | 1709 |
|  | 7.  | Abano Terme                    | 26 | 26 | 13 | 13 | 1685 | 1723 |
|  | 8.  | Wit Boy Montecchio             | 26 | 26 | 13 | 13 | 1550 | 1628 |
|  | 9.  | Cademartori Basket Pavia       | 22 | 26 | 11 | 15 | 1506 | 1667 |
|  | 10. | Nuova Pall.Valdarno            | 22 | 26 | 11 | 15 | 1832 | 1844 |
|  | 11. | Quarto d'Altino                | 22 | 26 | 11 | 15 | 1557 | 1579 |
|  | 12. | Riccelli Rho                   | 16 | 26 | 8  | 18 | 1479 | 1680 |
|  | 13. | Fanfulla Lodi                  | 8  | 26 | 4  | 22 | 1554 | 1861 |
|  | 14. | Reggio Emilia                  | 6  | 26 | 3  | 23 | 1542 | 1793 |

## Play off - Tabellone A
- Semifinali

A1 OECE Cavezzo - A4 Niccoli Pistoia 2-1
A2 Omsa Faenza - A3 Opel Bolzano 2-0
- Finale promozione A

 OECE Cavezzo - Omsa Faenza 2-1

## Girone di qualificazione B
|  | Pos. | Squadra                  | Pt | G  | V  | P  | PtF  | PtS  | Diff. |
|  | ---- | ------------------------ | -- | -- | -- | -- | ---- | ---- | ----- |
|  | 1.   | Viscosud Bari            | 44 | 26 | 22 | 4  | 1887 | 1540 |       |
|  | 2.   | Latte Berna Gragnano     | 38 | 26 | 19 | 7  | 2041 | 1706 |       |
|  | 3.   | Stelle Marine Ostia      | 33 | 26 | 17 | 9  | 1732 | 1568 |       |
|  | 4.   | Bigi Gualdo Tadino       | 32 | 26 | 16 | 10 | 1932 | 1823 |       |
|  | 5.   | Pallacanestro CUS Chieti | 32 | 26 | 16 | 10 | 2015 | 1624 |       |
|  | 6.   | Senigallia               | 30 | 26 | 15 | 11 | 1706 | 1642 |       |
|  | 7.   | Catanzaro                | 28 | 26 | 14 | 12 | 1965 | 1945 |       |
|  | 8.   | COR Roma                 | 26 | 26 | 13 | 13 | 1766 | 1697 |       |
|  | 9.   | Bk Puglia Bari           | 26 | 26 | 13 | 13 | 1553 | 1566 |       |
|  | 10.  | Velo Trapani             | 24 | 26 | 12 | 14 | 1534 | 1869 |       |
|  | 11.  | Basket Catania           | 16 | 26 | 8  | 18 | 1534 | 1869 |       |
|  | 12.  | Virtus Cagliari          | 12 | 26 | 6  | 20 | 1679 | 2069 |       |
|  | 13.  | Cus Cagliari             | 12 | 26 | 6  | 20 | 1892 | 2076 |       |
|  | 14.  | Latina                   | 10 | 26 | 5  | 20 | 1579 | 1924 |       |

Legenda:
      Partecipante ai play-off.
 Promossa dopo i play-off in Serie A1 1988-1989.
Regolamento:
Due punti a vittoria, zero a sconfitta.
In caso di arrivo a pari punti, contano gli scontri diretti e la classifica avulsa.
Note:
La Stelle Marine Ostia ha scontato 1 punto di penalizzazione.

## Play off - Tabellone B
- Semifinali

B1 Viscosud Bari - B4 Bigi Gualdo Tadino 2-1
B2 Gragnano - B3 Stelle Marine Ostia 2-1
- Finale promozione B

 Viscosud Bari - Gragnano 2-1

## Spareggio per la terza promossa
Omsa Faenza - Gragnano 69-62

## Verdetti
- Promosse in Serie A1F: OECE Cavezzo, Bari e Omsa Faenza